# Scott Smith (patinage artistique)
Pour les articles homonymes, voir Smith et Scott Smith.
Scott Smith, né le 19 octobre 1981 à Fort Lauderdale en Floride, est un patineur artistique américain.

## Biographie

### Carrière sportive
Scott Smith s'entraîne pendant un certain temps au club de patinage artistique de l'Université du Delaware à Newark. Il représente ensuite le Skating Club de Boston où il est entraîné par Mark Mitchell et Peter Johansson. Son meilleur classement national est une médaille d'étain aux championnats de 2003, derrière ses compatriotes Michael Weiss, Timothy Goebel et Ryan Jahnke.
Il représente son pays à deux championnats des quatre continents (2003 à Pékin et 2006 à Colorado Springs). Il ne participe jamais ni aux mondiaux ni aux Jeux olympiques d'hiver.
Il se retire des Championnats américains de 2009 en raison de spasmes musculaires dans le dos, juste avant de patiner son programme court. Il espère participer à l'édition suivante de 2010, mais doit subir une intervention chirurgicale à la hanche gauche en décembre 2009. Il arrête ainsi les compétitions sportives en 2009.

## Palmarès
| Compétitions principales           | 1999    | 2000    | 2001    | 2002    | 2003    | 2004    | 2005    | 2006    | 2007    | 2008    | 2009    |  |  |  |
| Jeux olympiques d'hiver            |         |         |         |         |         |         |         |         |         |         |         |  |  |  |
| Championnats du monde              |         |         |         |         |         |         |         |         |         |         |         |  |  |  |
| Championnats des quatre continents |         |         |         |         | 8e      |         |         | 5e      |         |         |         |  |  |  |
| Championnats des États-Unis        | 14e     | F       | 18e     | 9e      | 4e      | 9e      | 9e      | 5e      | 5e      | 6e      | F       |  |  |  |
|                                    |         |         |         |         |         |         |         |         |         |         |         |  |  |  |
| Grand Prix ISU                     | 1998/99 | 1999/00 | 2000/01 | 2001/02 | 2002/03 | 2003/04 | 2004/05 | 2005/06 | 2006/07 | 2007/08 | 2008/09 |  |  |  |
| Skate America                      |         |         |         |         |         | 5e      |         |         | 6e      |         |         |  |  |  |
| Skate Canada                       |         |         |         |         |         |         |         |         |         | 9e      |         |  |  |  |
| Coupe de Chine                     |         |         |         |         |         | 8e      | 6e      |         | 4e      |         |         |  |  |  |
| Trophée de France                  |         |         |         |         |         |         |         |         |         | 9e      |         |  |  |  |
| Légende : F = Forfait              |         |         |         |         |         |         |         |         |         |         |         |  |  |  |